# Trollkarlens fästning
Trollkarlens fästning är en fantasyroman av den amerikanske författaren Terry Goodkind och den sjätte delen i bokserien Sanningens svärd. Boken utgör den andra halvan av ursprungsromanen Blood of the Fold.